# Karamell

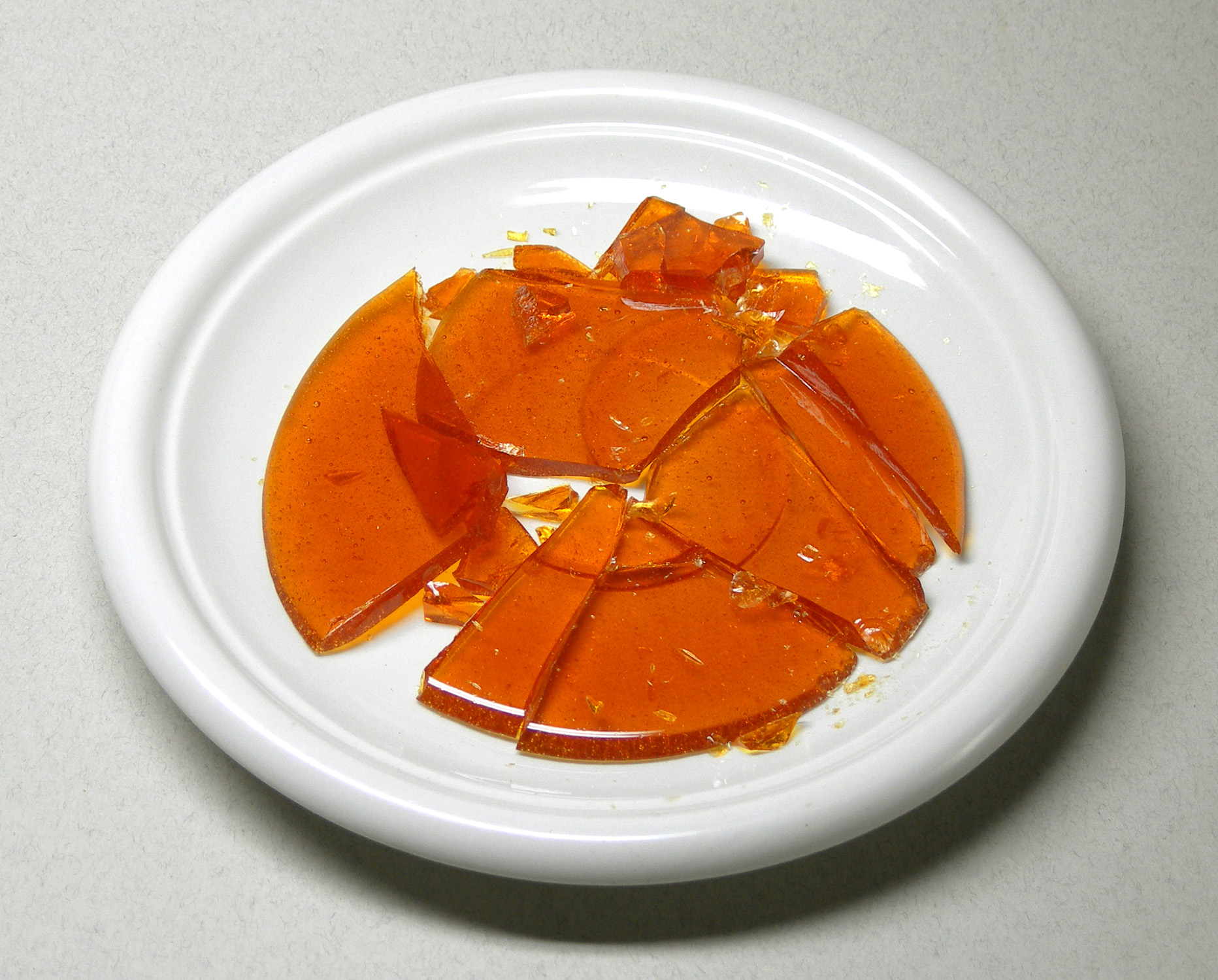
kihűlt karamell töredékei

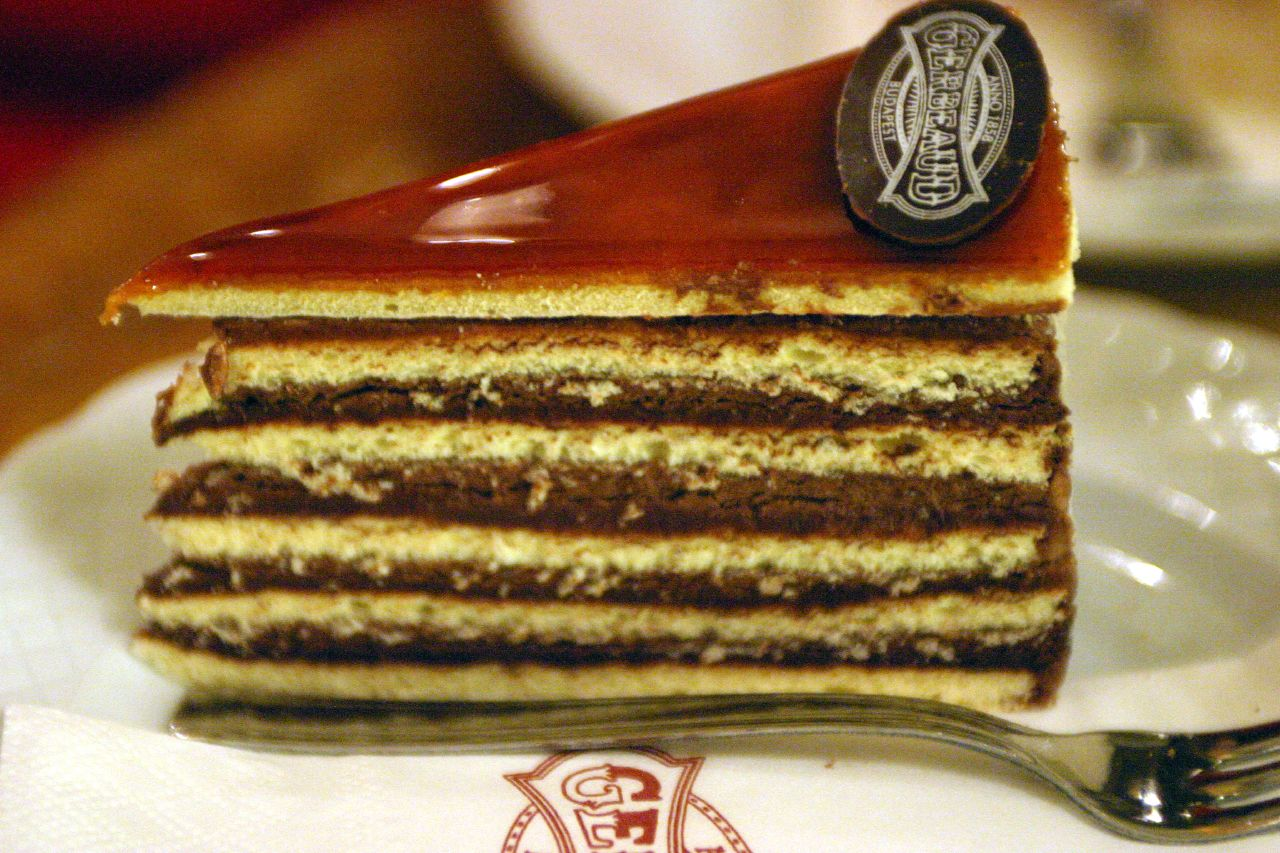
A Dobostorta eredeti receptje szerint a karamell réteg alá egy kevés baracklekvárt is kell tenni

A karamell akkor keletkezik, amikor a cukrot 170 °C-ra felhevítjük. A cukor elolvad, és lassan karamellizálódik. Minél tovább tart a folyamat, a karamell annál sötétebb színű lesz. Ipari méretekben általában keményítőből, vagy kukoricaszirupból állítják elő.
A karamellt ételek, italok ízesítésére, színezésére is felhasználják.
Ételszínezékként a karamellt 4 osztályba sorolják:
- I. osztály: sima karamell (E150a) (kizárólag cukorból, néha savakból, és sókból áll, de nem lehet benne ammónium és szulfit, többek közt érlelt párlatok (whisky, brandy, rum stb.) színezésére használják)
- II. osztály: szulfitos karamell (E150b) (tartalmazhat szulfitot)
- III. osztály: ammóniás karamell (E150c) (tartalmazhat ammóniát, általában péksütemények tartalmazzák)
- IV. osztály: ammóniumos, szulfitos karamell (E150d) (tartalmazhat ammóniát és szulfitot is, általában szénsavas üdítőitalokban alkalmazzák)

## Története
A karamell szó eredete a Larousse Gastronomique szerint a latin Cannamella szóra vezethető vissza, melynek jelentése cukorsüveg. Egyes elméletek szerint a Cannamella a szanszkrit Ganna (cukorsüveg) és Maila (piszkos, sáros) szavakból származik.
Az angolszász nyelvterületen a karamellnek két jelentése van
- karamelizált cukor
- édesség, mely karamelizált cukorból, vízből és állati zsírokból (általában vajból) áll

Egyes források szerint az édességként fogyasztott karamell története egészen az 1650-es évek Amerikájáig nyúlik vissza, amikor elterjedt szokás volt vízből karamellizált cukorból, valamint vajból apró édességeket készíteni. A hosszú eltarthatósága, magas energiatartalma, és egyszerű előállítása miatt a karamell nagyon népszerű volt, így az 1800-as évek elejére már körülbelül 400 karamellgyártással foglalkozó vállalat volt az USA-ban. Európában először az 1600-as évek vége felé, Franciaországban alkalmazták praliné készítésére. Ebben még nem volt állati zsír, azt csak az 1700-as évektől kezdve adagolták a karamellhez.

## Felhasználása
A karamell a legszélesebb körben használt élelmiszer-színezék, és szinte minden mesterségesen előállított élelmiszerben megtalálható, például a sörökben, barnakenyérben, csokoládékban, süteményekben, brandykben, csokoládé ízesítésű cukrászsüteményekben, mázakban, díszítésekben, töltelékekben, fánkokban, halételekben, fagyasztott édességekben, köhögés elleni szirupokban, jégkrémekben, lekvárokban, tejes süteményekben palacsintákban, szószokban, üdítőitalokban, édességekben, whiskykben és borokban.
A karamell kolloid, így emulgeálószerként (is) használják az üdítőitalokban.

## Élettani hatások
A III. és a IV. osztályba eső karamelleken kívül a többi karamellféleség semmiféle egészségügyi kockázatot nem tartalmaz, leszámítva természetesen a túlzott cukorbevitelt. Klinikai vizsgálatok semmiféle rákkeltő, vagy egyéb hatást nem mutattak ki.
Az I. és a II. osztályba tartozó karamelleknek az élelmiszerekben való maximális mennyiségét nem korlátozzák, a III. és a IV. osztályban lévőből az élelmiszerek maximum 200 mg/kg-ot tartalmazhatnak.